# Birkan Batuk

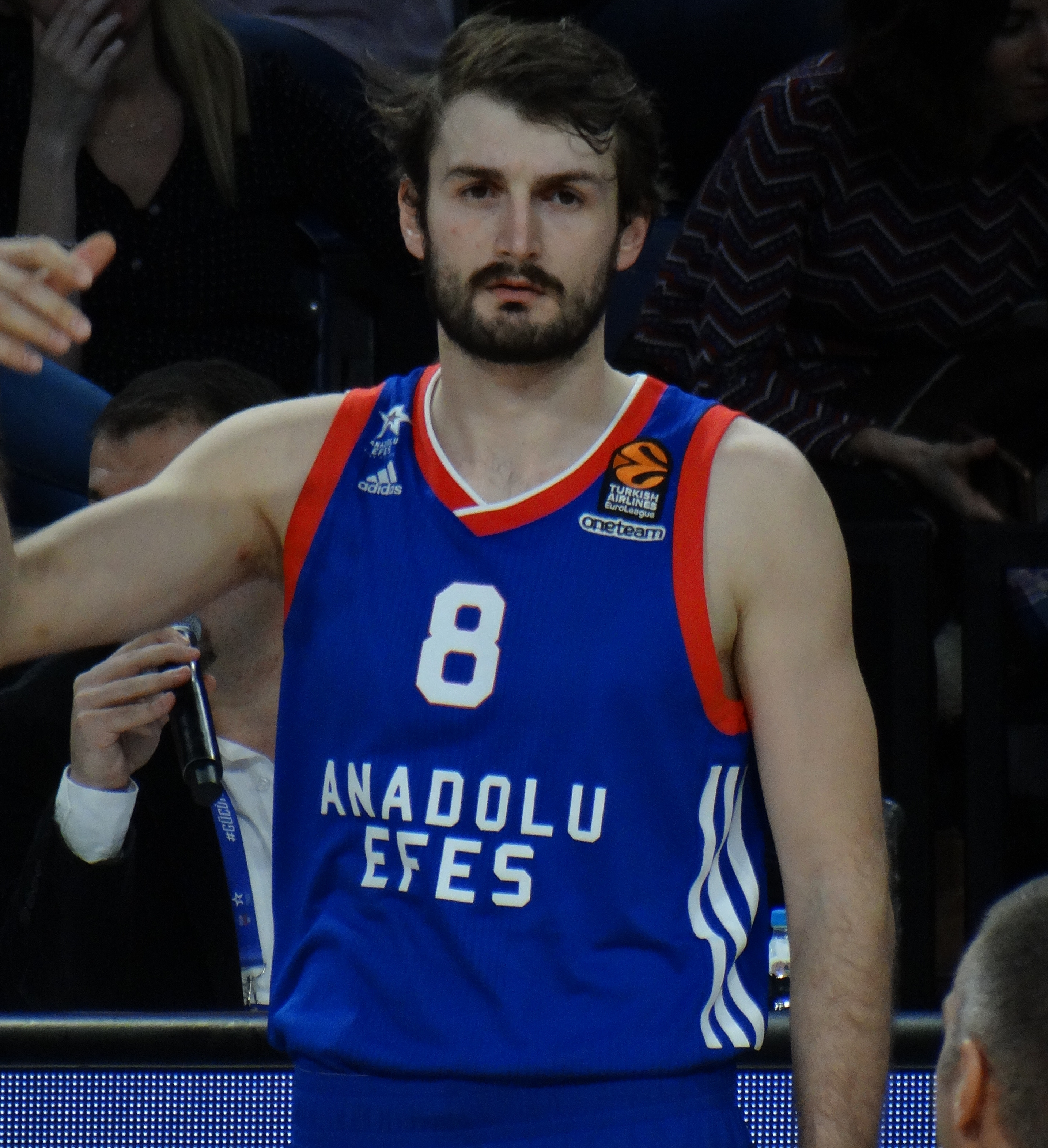

Birkan Batuk (Istambul, Turquia 30 de janeiro de 1990) é um basquetebolista turco, que atualmente joga pelo Anadolu Efes Spor Kulübü na BSL e Euroliga